# 도이자키 신호장
도이자키 신호장(일본어: 土井崎信号場)은 일본 나가사키현 이사하야시에 있는 규슈 여객철도 나가사키 본선의 신호장이다.

## 구조
2선을 가진 단선 구간 열차 교환형의 신호장이다. 하행선을 통과선으로 하는 교행 방식. 구내의 도스 방면이 큰 커브로 되어 있다. 일부의 보통열차가, 이 신호장으로 특급 '가모메'의 대피를 실시한다.

## 주변
- 국도 제207호선

## 역사
- 1976년 6월 1일 : 개설.
- 1987년 4월 1일 : 민영화에 의해, 규슈 여객철도로 이관.

## 인접 정차역
| 규슈 여객철도 나가사키 본선 | 규슈 여객철도 나가사키 본선 | 규슈 여객철도 나가사키 본선 |
| --------------------------- | --------------------------- | --------------------------- |
| 히젠오우라 도스 방면        |                             | 고나가이 나가사키 방면      |